# S-Continental Cruise Line
S-Continental Cruise Line är ett ryskt kryssningsrederi som trafikerar Sankt Petersburg - Helsingfors - Stockholm - Tallinn - Sankt Petersburg med kryssningsfartyget M/S SC Atlantic